# ژیانگژینژی
ژیانگژینژی (به لاتین: Jingjinji) یک سکونتگاه مسکونی در جمهوری خلق چین است که در پکن واقع شده‌است.

## خصوصیات
ژیانگژینژی  ۱۰۹٬۵۶۴٬۰۰۰ نفر جمعیت دارد.

## نگارخانه

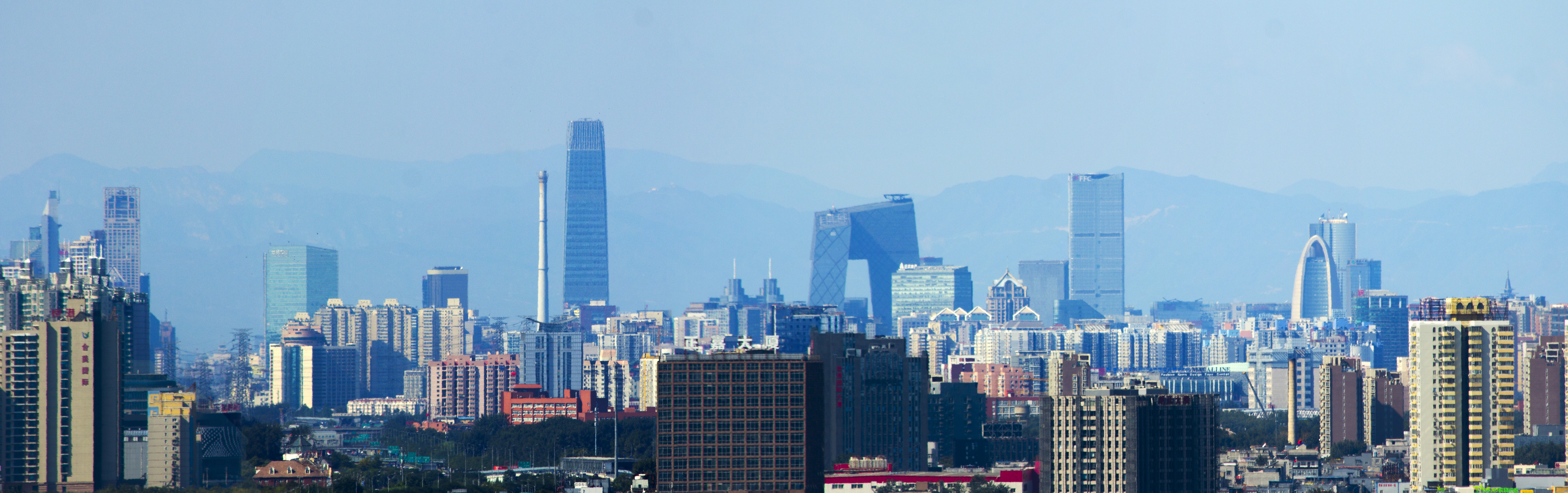
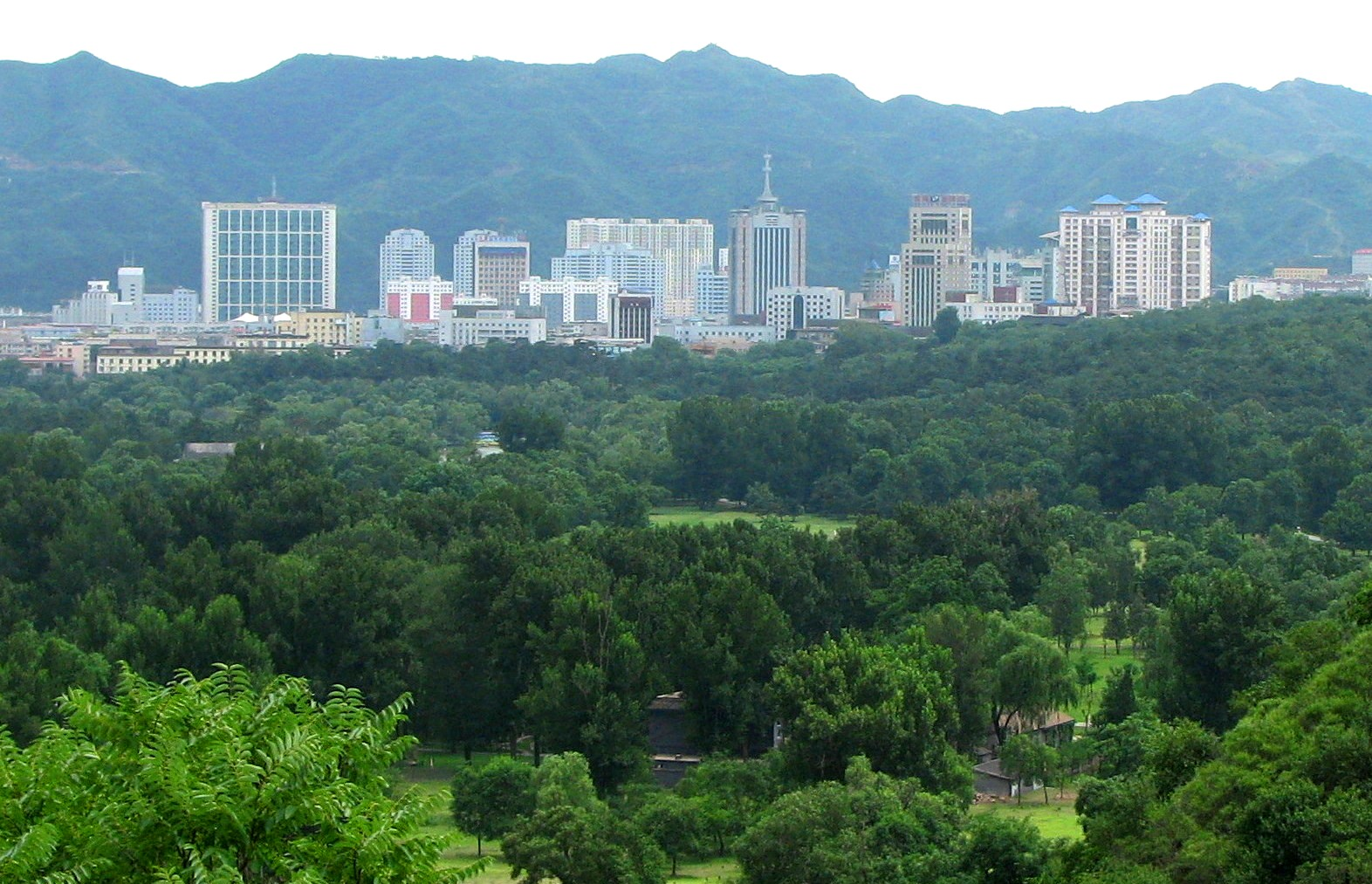
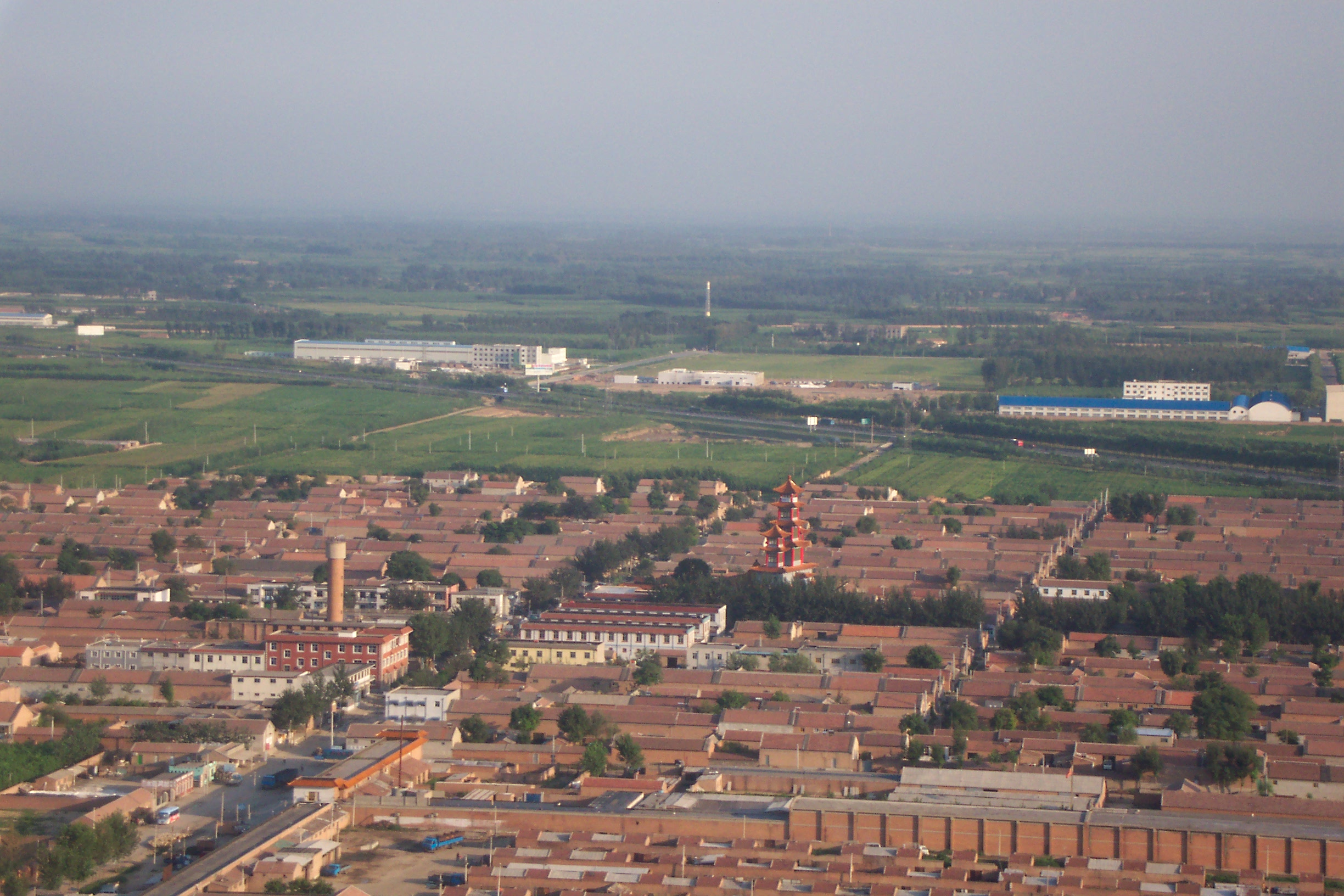
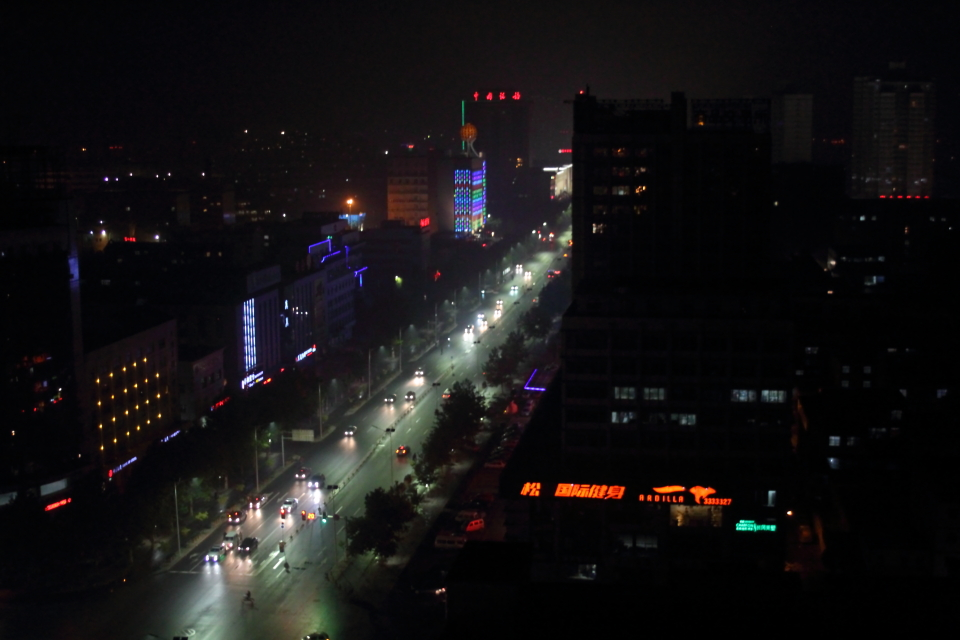
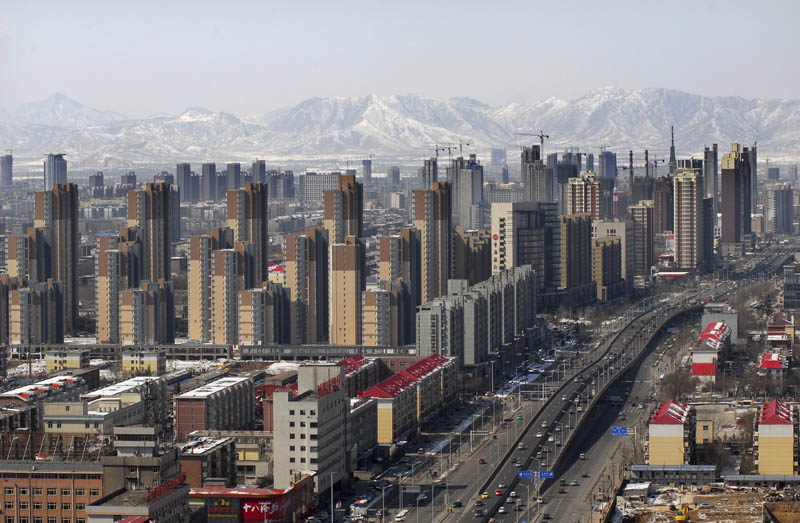
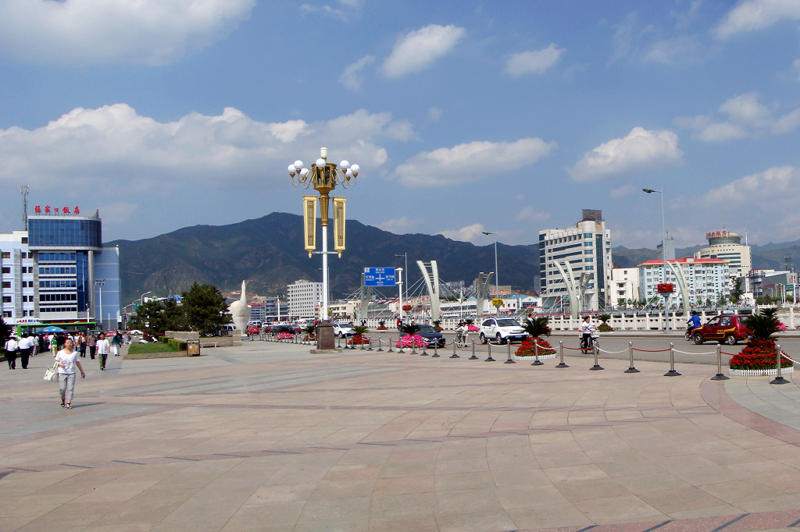
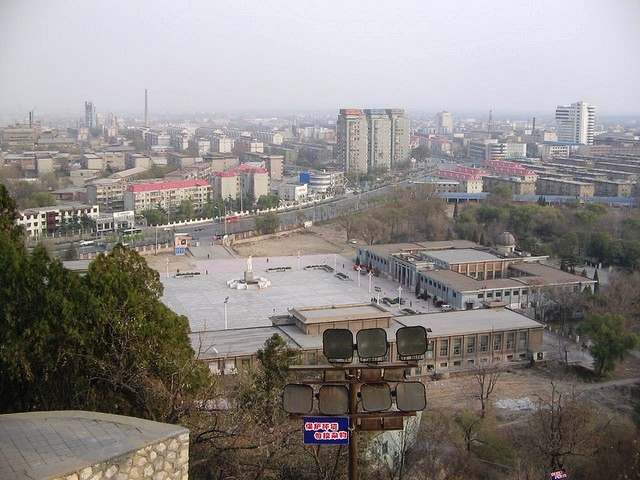
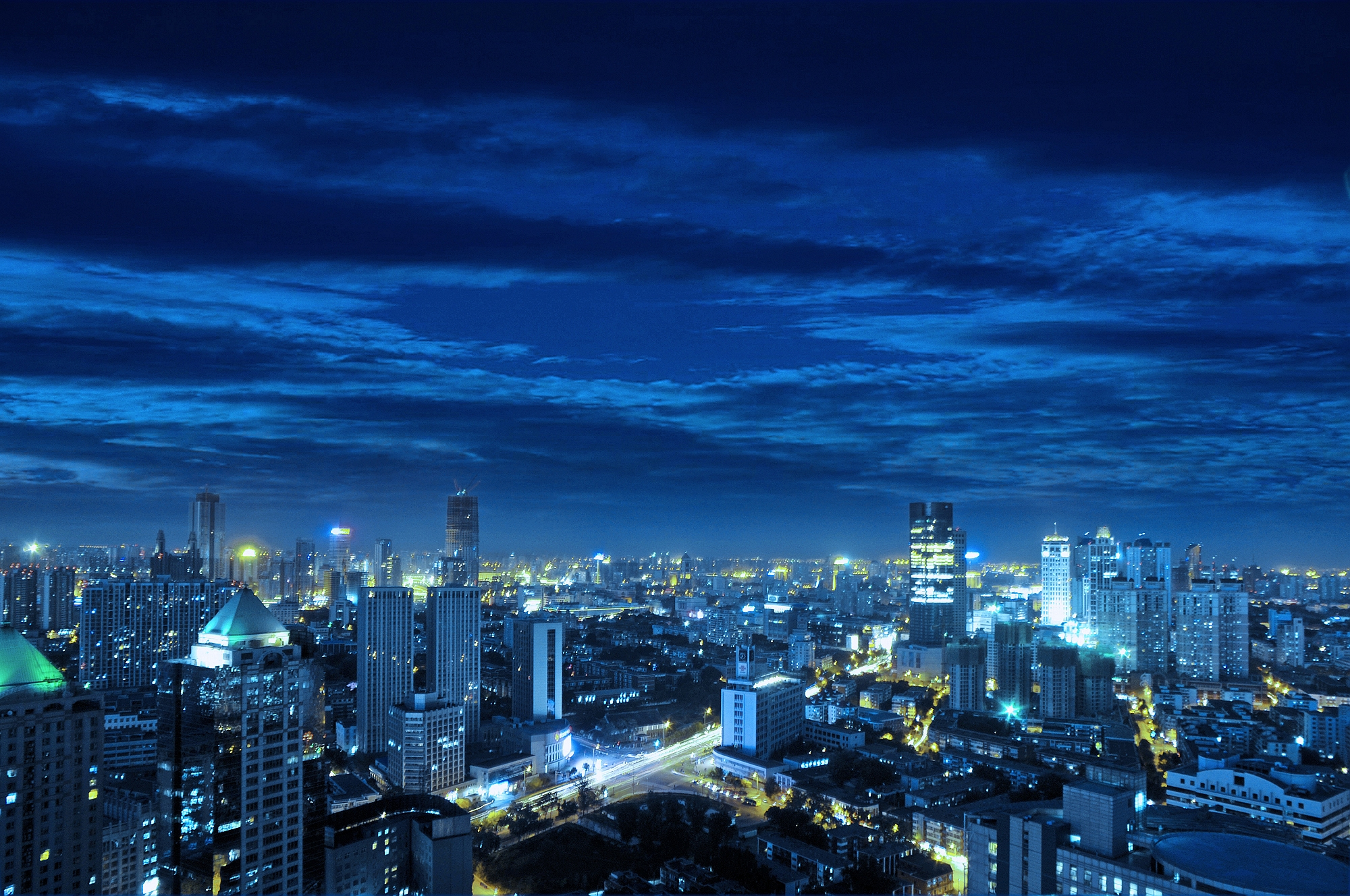
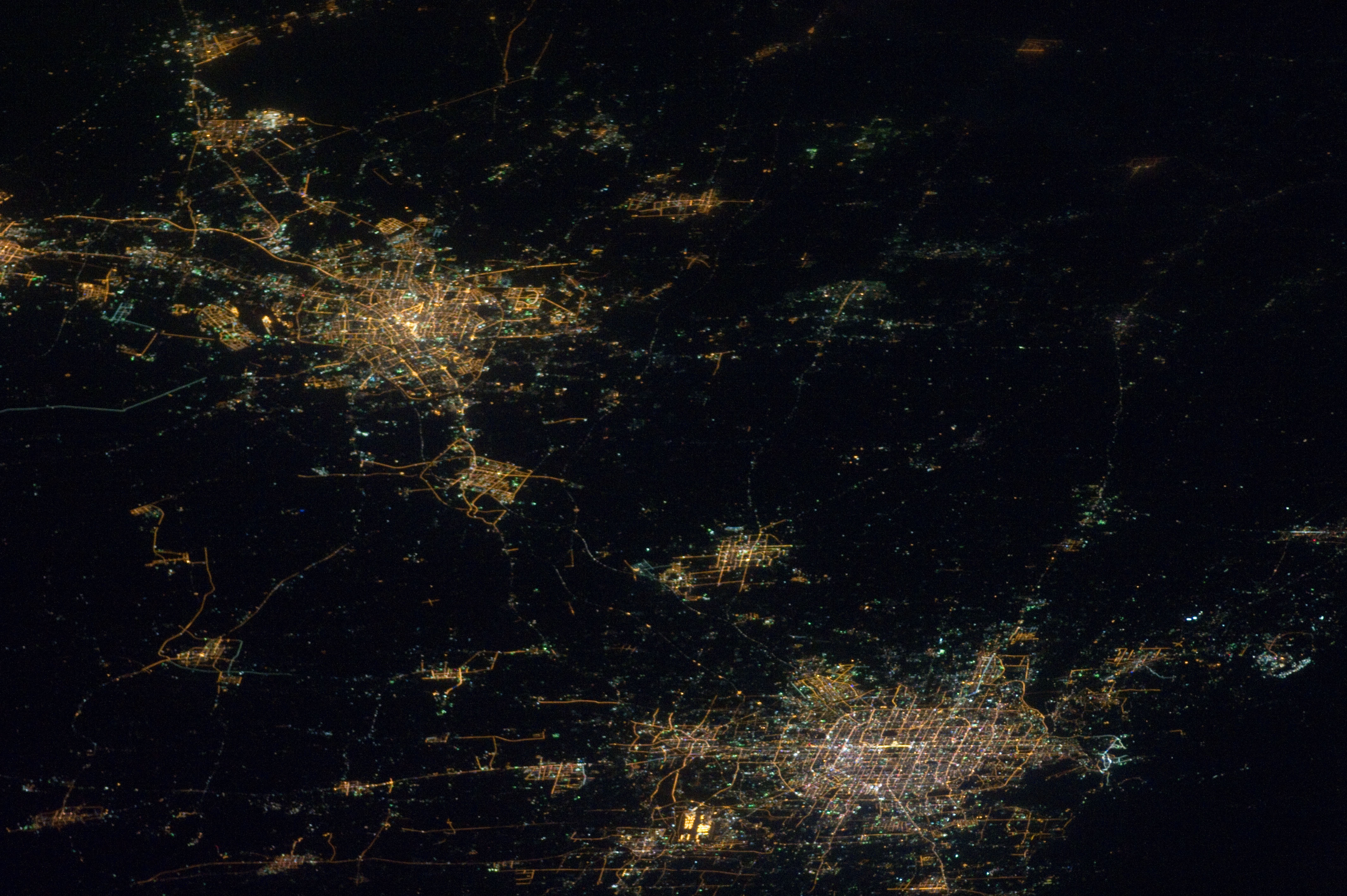
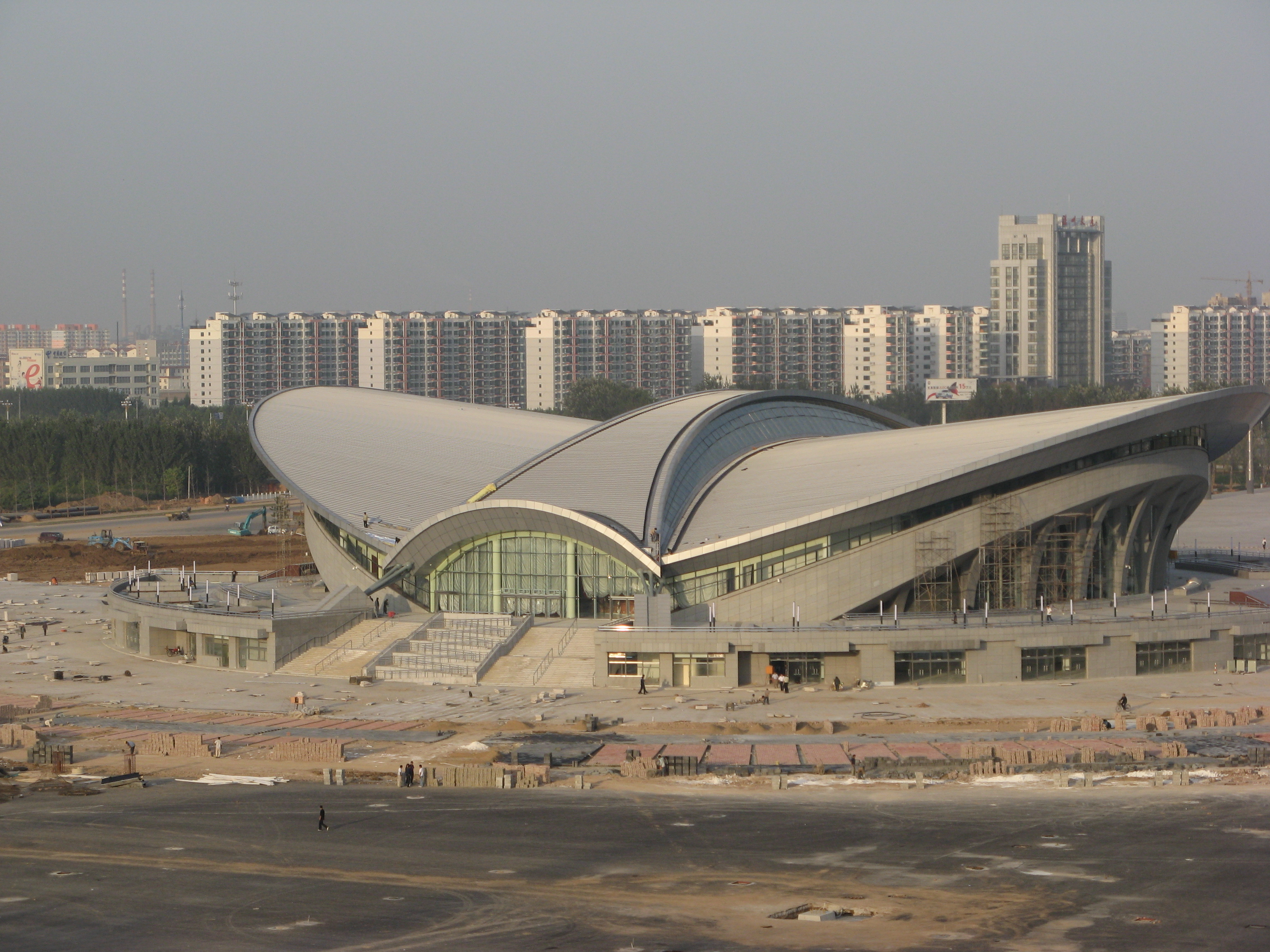